# Distrito de Csorna
El distrito de Csorna (en húngaro: Csornai járás) es un distrito húngaro perteneciente al condado de Győr-Moson-Sopron.
En 2013 tiene 32 882 habitantes. Su capital es Csorna.

## Municipios
El distrito tiene una ciudad (en negrita), dos pueblos mayores (en cursiva) y 30 pueblos
(población a 1 de enero de 2012):
- Acsalag (452)
- Bágyogszovát (1284)
- Barbacs (716)
- Bodonhely (277)
- Bogyoszló (598)
- Bősárkány (2111)
- Cakóháza (48)
- Csorna (10 649) – la capital
- Dör (693)
- Egyed (517)
- Farád (1926)
- Jobaháza (527)
- Kóny (2613)
- Maglóca (96)
- Magyarkeresztúr (430)
- Markotabödöge (443)
- Páli (345)
- Pásztori (368)
- Potyond (101)
- Rábacsanak (460)
- Rábapordány (988)
- Rábasebes (81)
- Rábaszentandrás (497)
- Rábatamási (1011)
- Rábcakapi (168)
- Sobor (270)
- Sopronnémeti (265)
- Szany (2025)
- Szil (1217)
- Szilsárkány (651)
- Tárnokréti (193)
- Vág (481)
- Zsebeháza (127)